# فيضانات تركيا 2023
فيضانات تركيا 2023 هي سلسلة فيضانات مدمرة وقعت في أورفة وحصن منصور بعد شهر واحد من زلزال مدمر ضرب نفس المنطقة. أسفرت الفيضانات عن مقتل 14 شخص على الأقل، وكان من بين الضحايا ناجون من الزلزال كانوا يعيشون في منازل مؤقتة في شاحنات.